# Відслонення гранітів (Летичівський район)
Відсло́нення грані́тів — геологічна пам'ятка природи місцевого значення в Україні. Розташована в межах Летичівському районі Хмельницької області. Розташована на лівому березі річки Південний Буг, на півночі села Кудинка. 
Площа 0,8 га. Охоронний режим встановлено 1982 року. Перебуває у віданні Кудинської сільської ради. 
Пам'ятка природи являє собою відслонення гранітів чарнокітового комплексу та рогово-обманкового-біотитового гнейсу. Відслонення є початковою ланкою древнього каньйону. В районі відслонення береги Південного Бугу високі, місцями скелясті, течія річки швидка. У руслі річки спостерігаються перші пороги. 
Геологічна пам'ятка «Відслонення гранітів» має наукове й естетичне, а також туристичне значення.